# Бинт-Джубайль
Бинт-Джубайль или Бинт-Джбейль (بنت جبيل — дочь Библа) — южноливанский город с населением 30 тысяч человек. Расположен в 4 км к северу от израильской границы. С 1985 по 2000 оккупирован Израилем. После вывода ЦАХАЛ превращен в укрепленный район Хезболлой, поэтому в израильских СМИ Бинт-Джубайль часто называют «столицей Хезболлы».. В 2006 разгорелись ожесточенные бои за город между Хезболлой и ЦАХАЛ.